# Prawo Bunsena-Grahama
Prawo Bunsena-Grahama to podana przez Roberta Bunsena modyfikacja prawa Grahama. Mówi ono, że 
"Szybkość dyfuzji gazu jest odwrotnie proporcjonalna do pierwiastka kwadratowego z jego masy cząsteczkowej"
Najczęściej prawo to jest przedstawiane jako porównanie szybkości dyfuzji dwóch gazów:
{\displaystyle {\frac {v_{1}}{v_{2}}}={\sqrt {\frac {M_{2}}{M_{1}}}}}
gdzie:
- v - szybkość dyfuzji gazu
- M - masa cząsteczkowa gazu
- "1" i "2" - indeksy oznaczające oba gazy.

Przeprowadzając pomiar dyfuzji 2 gazów w tych samych warunkach, można określić stosunek ich mas cząsteczkowych, a przez porównanie z gazem o znanej masie cząsteczkowej można określić masę cząsteczkową dla nieznanego gazu.

## Uzasadnianie
Uzasadnienie słuszności tego prawa można przeprowadzić korzystając z rozkładu Maxwella-Boltzmanna:
Szybkość dyfuzji gazu jest proporcjonalna do szybkości poruszania się indywidualnych cząsteczek gazu, z kolei dla gazu doskonałego wszystkie rodzaje średnich szybkości cząsteczek gazu doskonałego są odwrotnie proporcjonalne do pierwiastka kwadratowego z masy cząsteczki gazu, m, lub z masy molowej, M:
{\displaystyle v\sim {\frac {1}{\sqrt {m}}}}   oraz   {\displaystyle v\sim {\frac {1}{\sqrt {M}}}}
skąd dostajemy powyższe prawo dyfuzji.
Prawo Bunsena-Grahama może być stosowane do składników mieszaniny gazów. W praktyce było wykorzystane przy rozdziale izotopów uranu potrzebnym w czasie II wojny światowej do produkcji amerykańskiej bomby atomowej.